# Lagocephalus inermis
Il pesce palla dorato (Lagocephlus inermis (Temminck & Schlegel, 1850)) è un pesce d'acqua salata appartenente alla famiglia Tetraodontidae.

## Descrizione
Presenta corpo forte e robusto, ingrossato verso la testa e rastremato verso la pinna caudale, gialla-grigia. La bocca è piccola, con labbra prominenti, denti saldati a becco, di forma triangolare, molto appuntiti. La pelle è lucida e mucosa, viscida. La livrea presenta capo verde tendente al marrone, giallo argentato nel resto del corpo, grigio chiaro nella zona ventrale. Pinne dal giallo dorato al grigio.

È molto simile al congenere Lagocephalus laevigatus diffuso nell'Atlantico.

Raggiunge una lunghezza massima di 90 cm.

## Biologia
Come tutti i suoi congeneri, possiede una tossina che può essere mortale già a dosi di pochi milligrammi.

## Distribuzione e habitat
Questa specie è diffusa nelle acque tropicali oceaniche dell'Indo-Pacifico (dalle coste del Sudafrica a quelle del Giappone).